# Portrait de François Buron
 (janvier 2012).
Si vous disposez d'ouvrages ou d'articles de référence ou si vous connaissez des sites web de qualité traitant du thème abordé ici, merci de compléter l'article en donnant les références utiles à sa vérifiabilité et en les liant à la section « Notes et références ».
Le portrait de François Buron est un tableau de Jacques-Louis David daté de 1769. Peint dans sa période de jeunesse, durant ses années de formation, c'est une des plus anciennes œuvres connues du peintre. Le portrait représente François Buron, son oncle. Le tableau se trouve dans une collection particulière à New-York.

## Provenance
Propriété de François Buron et de sa descendance, jusqu'en 1903 année de la mort du dernier descendant A. Baudry. Vendu 6 000 francs à la vente Regnault du 22 juin 1905, il passe ensuite à Drouot à la vente Victor Gay le 23 avril 1909, et est acquis pour 1 500 francs. No 4 d'une vente anonyme le 15 décembre 1937. Il fait partie des collections successives du critique d'art Robert Lebel et de Mme Gas. Vendu à la galerie Wildenstein, dernière acquisition en 1985 (collection privée).